# Westmere (New York)
Westmere statisztikai település az USA New York államában, Albany megyében. Lakosainak száma 7560 fő (2020. április 1.).

## Népesség
A település népességének változása:

| 2010 | 7 284 |
| 2020 | 7 560 |